# Thomas Mathews

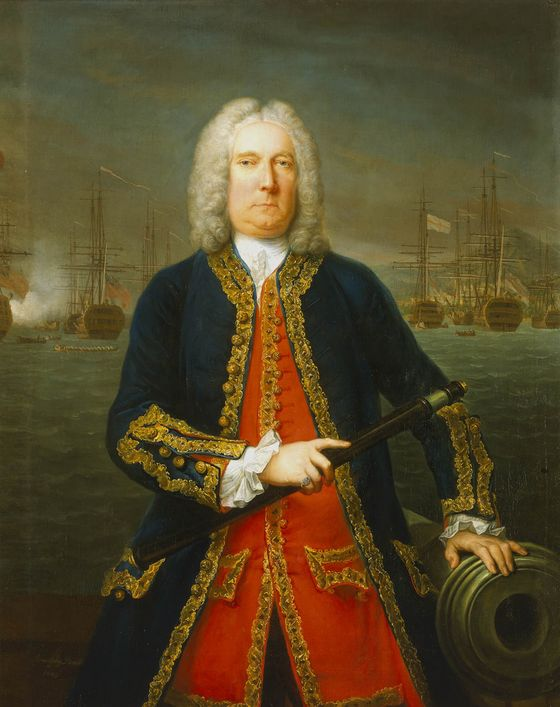
Thomas Mathews, 1743

Thomas Mathews (* Oktober 1676 auf Llandaff Court in Glamorgan; † 2. Oktober 1751 in London) war ein britischer Seeoffizier zuletzt im Rang eines Admirals. Er war während des österreichischen Erbfolgekrieges Oberkommandierender im Mittelmeer. Gleichzeitig war er bevollmächtigter Botschafter bei den italienischen Staaten. Die Seeschlacht bei Toulon am 22. Februar 1744 konnte er nicht eindeutig gewinnen. Es kam zu einem Kriegsgerichtsprozess, bei dem er 1747 seinen Rang verlor. Daneben war er ab 1745 Mitglied des House of Commons.

## Frühe Jahre
Er war der älteste Sohn von Brigadier-General Edward Mathews († 1697), Gutsherr von Llandaff Court in Glamorgan, und Jane, Tochter von Sir Thomas Armstrong. Der Vater war Gouverneur der Leeward Islands. Er trat 1690 in die Royal Navy ein. Er nahm an einigen Seegefechten des Pfälzischen Erbfolgekriegs im Ärmelkanal teil und wurde 1699 zum Lieutenant befördert. 1700 war er im Mittelmeer eingesetzt. Während des Spanischen Erbfolgekriegs wurde er 1703 in die Karibik versetzt, zum Captain befördert und erhielt mit dem Linienschiff Yarmouth mit 70 Kanonen sein erstes eigenes Kommando. 1705 heiratete er in erster Ehe Henrietta Burgess († 1737), Tochter eines Arztes auf Antigua.
Bis 1706 segelte er auf verschiedenen Schiffen bei Reisen nach Nordamerika, Neufundland und in die Karibik. Im Jahr 1708 segelte er unter George Byng zur Verhinderung einer Invasion der Jakobiten in Schottland. Im Jahr 1709 wurde er Kommandant der Chester mit 54 Kanonen. Im März desselben Jahres gelang es ihm das französische Schiff Gloire mit 44 Kanonen zu erobern. Im Jahr 1710 nahm er an der Eroberung von Nova Scotia teil und zeichnete sich bei der Einnahme von Port Royal besonders aus. Nachdem sein Schiff in einem Sturm vor New York beschädigt worden war, kehrte er für Reparaturen nach Großbritannien zurück und lebte dort eine Zeitlang auf seinem Landsitz in Wales, den er von seinem Vater geerbt hatte.
Im Jahr 1718 trat er anlässlich des Kriegs der Quadrupelallianz wieder in den aktiven Dienst ein und wurde Kommandant der Kent mit 70 Kanonen. Er wurde der Mittelmeerflotte unter Byng zugeteilt. Mathews nahm an der Schlacht beim Kap Passero teil. Er eroberte die San Carlos und half einem anderen Schiff den spanischen Admiral José Antonio de Gaztañeta gefangen zu nehmen. Danach ernannte ihn Byng zum Commodore eines kleinen Geschwaders zur Blockade von Messina. Im Jahr 1719 kreuzte er vor Palermo um spanische Versorgungsschiffe abzufangen. Im Jahr 1720 kehrte er mit der Kent nach Großbritannien zurück.

## Geschwaderkommandant im Indischen Ozean
Zwischen 1721 und 1724 wurde sein Geschwader im Indischen Ozean eingesetzt. Mathews war offenbar ein schwieriger Charakter, der bei seiner Ankunft um Protokollfragen mit dem Gouverneur von Bombay stritt. Auch später war sein Verhältnis zur Britischen Ostindien-Kompanie von Konflikten geprägt. Er bekämpfte dort vor allem die Piraten, die die Schiffe der Company bedrohten. Zusammen mit den Portugiesen der Stadt Goa wurde ein Stützpunkt der Piraten letztlich ohne Erfolg belagert. Auch seine Aktion gegen die Piraten auf Madagaskar blieb erfolglos. Zurück in Großbritannien wurde er von einem Kriegsgericht gemaßregelt. Ihm wurde für fünf Monate das Gehalt gesperrt. Ein Grund war, dass er mit Hilfe von Kriegsschiffen einen illegalen Handel zu Schaden der Company betrieben haben sollte. Eine Schadensersatzklage der Company über fast 14.000 Pfund wurde von der Admiralität abgewendet.

## Jahre an Land
Er war seit 1724 nicht mehr im aktiven Dienst. Ein Angebot in die russische Marine einzutreten, lehnte er ab, weil damit keine Ernennung in einen Admiralsrang verbunden war. Mathews betätigte sich nunmehr politisch. Im Jahr 1727 und erneut 1734 trat er erfolglos bei den Wahlen zum britischen House of Commons als Kandidat der Whigs im von den Tories gehaltenen Borough Cardiff an.
Zwischen 1736 und 1742 war er als Kommissar der Royal Navy für die Marinewerft in Chatham zuständig. Auf diesem eigentlich zivilen Posten war er durchaus erfolgreich. Im Jahr 1737 starb seine erste Gattin. Später heiratete er in zweiter Ehe eine Frau namens Millicent, wobei unklar ist, ob diese die Tochter des John Fuller, Sheriff von London, oder des Rawdon Powell aus Glamorgan war.

## Oberkommandierender im Mittelmeer
Nachdem er in den 1730ern bei Beförderungen in Admiralsränge übergangen worden war, wurde er schließlich 1742 zu Beginn des österreichischen Erbfolgekrieges zum Vice-Admiral of the Red befördert. Diese Ernennung nach vielen Jahren an Land hatte er hauptsächlich dem Mangel an sonstigen Offizieren zu verdanken. Auch spielten seine politischen Beziehungen wohl eine Rolle. Er wurde zum Oberkommandierenden der britischen Flotte im Mittelmeer ernannt.
Seine Hauptaufgabe war es die französische und spanische Flotte am Auslaufen aus Toulon zu hindern. Außerdem wurde er britischer Botschafter am Hof des Königs von Sardinien und weiteren italienischen Staaten. Durch die ultimative Drohung mit militärischen Mitteln zwang er den bourbonischen König von Neapel zur Neutralität. Ebenso drohte er der Republik Genua wegen ihrer prospanischen Haltung mit Gewalt. Mit seinem Untergebenen Richard Lestock kam es zu Auseinandersetzungen. 1743 wurde er zum Admiral befördert.
Er kommandierte im Februar 1744 die britische Flotte in der Schlacht bei Toulon gegen die vereinigte spanische und französische Flotte. Lestock beteiligte sich aus nicht ganz geklärten Umständen nicht am Kampf. Dieses Gefecht hatte keinen klarer Sieger. Aber er konnte nicht verhindern, das den Gegnern der Ausbruch aus Toulon gelang. Er selbst bedrohte in der Folge die Mittelmeerküste Frankreichs und lag einige Zeit auf Reede vor Marseille.

## Kriegsgerichtsprozess
Mathews entband Lestock von seinem Kommando und schickte ihn nach Großbritannien zurück. Gleichzeitig bat er um seine Abberufung, um sich gegen die Vorwürfe von Lestock wehren zu können. Lestock hatte nach seiner Rückkehr ein umfangreiches Pamphlet mit seiner Sicht der Dinge veröffentlicht. Gleichwohl war die allgemeine Meinung anfangs eher auf der Seite von Mathews. Es gelang Lestock und seinen Unterstützern jedoch eine parlamentarische Untersuchung des Vorgangs durchzusetzen. Tatsächlich beschäftigte sich das House of Commons intensiv und leidenschaftlich mit der Angelegenheit. Diese Debatte war ungewöhnlich, fand sie doch vor einer kriegsgerichtlichen Untersuchung statt. Bei einer Nachwahl im Januar 1745 gelang es Mathews im Übrigen als Abgeordneter für das County Glamorgan einen Sitz im britischen House of Commons von den Tories zu gewinnen. Dies brachte ihm im Streit um die Schlacht von Toulon keine Vorteile, vielmehr hatte er nunmehr die Tories gegen sich. Aber auch seine eigene Fraktion unterstützte ihn nicht energisch.
Zurück in Großbritannien wurde ihm Versagen vorgeworfen. Er hätte vor seinem Angriff auf das gegnerische Flaggschiff Real Felipe nicht die Unterstützung durch das Geschwader von Lestock abgewartet und dadurch den Sieg verspielt. Es kam in Großbritannien zu einem spektakulären Kriegsgerichtsprozess der bis 1747 dauerte. Neben Mathews und Lestock wurden eine Reihe Kapitäne angeklagt. Lestock wurde freigesprochen, während Mathews entlassen und seines Postens enthoben wurde. Allerdings hatte er schon zuvor den Dienst quittiert, so dass das Urteil keine gravierenden Auswirkungen hatte. Er stimmte zu, auch sein Parlamentsmandat für Glamorgan aufzugeben. Bei den Unterhauswahlen 1747 wurde er aber, diesmal als Abgeordneter für das Borough Carmarthen, erneut ins House of Commons gewählt. Er hatte dieses Mandat bis zu seinem Tod im Oktober 1751 inne. Aus seiner ersten Ehe hinterließ er einen Sohn, Thomas William Mathews (1711–1768), der Major des britischen Heeres war und 1756 Unterhausabgeordneter für Glamorgan wurde.